# (4776) Luyi
(4776) Luyi es un asteroide perteneciente al cinturón de asteroides, descubierto el 3 de noviembre de 1975 por el equipo del Observatorio del Harvard College desde la Estación George R. Agassiz, en Harvard (Massachusetts), Estados Unidos.

## Designación y nombre
Designado provisionalmente como 1975 VD. Fue nombrado Luyi en homenaje a Luyi, municipio de la  provincia de Henan al oriente de China. También es el lugar de nacimiento del filósofo Lao-Tse de la dinastía Zhou del Oeste y fundador del taoísmo. Asimismo es el lugar de nacimiento del astrónomo C. Y. Shao, que ha estado involucrado con el programa de asteroides en Harvard desde su creación, y es también el nombre de su hijo.

## Características orbitales
Luyi está situado a una distancia media del Sol de 2,315 ua, pudiendo alejarse hasta 2,852 ua y acercarse hasta 1,777 ua. Su excentricidad es 0,232 y la inclinación orbital 5,393 grados. Emplea 1286 días en completar una órbita alrededor del Sol.

## Características físicas
La magnitud absoluta de Luyi es 14,3. Tiene 3,645 km de diámetro y su albedo se estima en 0,305.